# Zathura (игра)
Zathura — компьютерная игра 2005 года, основанная на одноимённом фильме, который, в свою очередь, является адаптацией научно-фантастической детской книги Криса Ван Оллсбурга «Затура».

## Сюжет
Как и в первоисточнике, Дэнни находит настольную игру «Затура», которая отправляет мальчика и его брата Уолтера в космос. В отличие от фильма, вскоре они попадают на планету роботов, с которой им придётся сбегать. Также они попадают на звездообразную планету ЦУРИС-3, покрытую лавой. После герои сталкиваются с пришельцами, зоргонами, с которыми им помогает справиться прибывший астронавт.

## Отзывы
| Сводный рейтинг | Сводный рейтинг | Сводный рейтинг |
| Издание         | Оценка          | Оценка          |
| Издание         | PS2             | Xbox            |
| --------------- | --------------- | --------------- |
| GameRankings    | 47,29 %         | 48,77 %         |

Чарльз Оньетт из IGN дал игре 3,4 балла из 10 и написал, что «тот факт, что Zathura — детская игра, не освобождает от необходимости делать её интересной», отметив «смехотворный ИИ, скучный дизайн уровней, унылую графику и скомканный сюжет». Грег Мюллер из GameSpot поставил игре оценку 5,6 из 10, из плюсов выделяя «хорошую музыку, качественную озвучку и наличие трёх играбельных персонажей», из минусов — то, что игра «короткая и неинтересная», с «безвкусной графикой и слабыми звуковыми эффектами», также подчеркнув плохую камеру. Мэттью Фишер из TeamXbox оценил игру в 6,7 балла из 10, написав, что «в целом игра не представляет особой сложности» при прохождении.